# Quá trình mở rộng lãnh thổ của Việt Nam

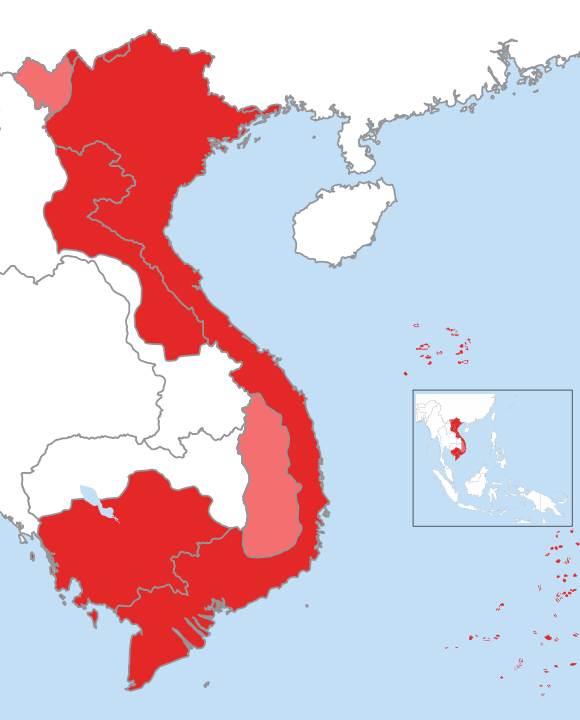
Đại Nam dưới thời Minh Mạng, bao gồm cả các trấn ở Lào. Vùng thuộc phần đất Campuchia ngày nay là lãnh thổ Trấn Tây Thành mà Nhà Nguyễn chiếm được trong 6 năm (1835 – 1841) trước khi bị đánh đuổi. Bản đồ bao gồm cả các các vùng đất bị cắt cho Nhà Thanh năm 1887 theo công ước Pháp – Thanh, vẽ đè lên biên giới ngày nay.

Quá trình mở rộng lãnh thổ của Việt Nam bắt đầu từ khoảng thế kỷ 11 đến thế kỷ 19, dân tộc Việt đã mở mang lãnh thổ ra hướng tây, hướng nam và mở rộng chủ quyền trên biển Đông. Phần quan trọng nhất của quá trình này là nam tiến, hướng bành trướng xuống phía nam. Lãnh thổ do người Việt quản lý đạt mức rộng lớn nhất dưới thời nhà Nguyễn. Quá trình mở rộng lãnh thổ của Việt Nam diễn ra trên đất liền lẫn trên biển, trải qua gần một nghìn năm, chịu lực cản rất lớn từ các nước láng giềng. Quá trình mở rộng trải qua nhiều thay đổi, không chỉ lãnh thổ được mở rộng mà còn bao gồm việc mất chủ quyền một số vùng đã chiếm các giai đoạn sau đó, và việc tái chiếm trở lại một số khu vực.
Mở rộng của nước Việt đã tiêu diệt hoàn toàn Chăm Pa, sáp nhập toàn bộ vùng Tây Nguyên, chiếm diện tích lớn lãnh thổ Chân Lạp, và chiếm một phần lãnh thổ của Lào. Sau khi Pháp chiếm Việt Nam làm thuộc địa, chính quyền Đông Dương đã sắp xếp lại, phạm vi lãnh thổ ngày nay thu hẹp so với trước đó. Biên giới Việt Nam cùng hai láng giềng Lào, Campuchia đã được Pháp vẽ lại và hầu như ổn định cho đến nay.
Lãnh thổ Việt Nam ngày nay có hình chữ S chạy dài từ bắc xuống nam ở phần phía đông của bán đảo Đông Dương, từ Hà Giang tới Cà Mau, diện tích khoảng 331.230,8 km². Khoảng cách từ bắc tới nam là khoảng 1.650 km. Đường bờ biển dài 3.444 km không kể các đảo. Lãnh hải rộng lớn, Việt Nam tuyên bố 12 hải lý (22,2 km) phạm vi lãnh hải, thêm 12 hải lý vùng tiếp giáp lãnh hải, và 200 hải lý (370,4 km) vùng đặc quyền kinh tế. Hai quần đảo lớn là Trường Sa, Hoàng Sa. Đảo lớn nhất là Phú Quốc và hàng nghìn đảo nhỏ khác.

## Mở rộng phía Bắc và Tây Bắc

### Chiếm sau chiến tranh
Năm 1014, tướng của Vương quốc Đại Lý là Dương Trường Huệ và Đoàn Kính Chí đem 200.000 quân vào cướp châu Bình Lâm, vùng đất thuộc tỉnh Tuyên Quang ngày nay. Vua Lý Thái Tổ sai Dực Thánh vương đem quân đi đánh, quân Đại Lý bị đánh bại. Nhân đó Vua Lý Thái Tổ sáp nhập vùng đất mà ngày nay là Hà Giang.
Năm 1294, Trần Nhân Tông, cùng Phạm Ngũ Lão, đi đánh bại Ai Lao thu nạp đất đai. Năm 1297, Trần Anh Tông sai Trần Nhật Duật đánh A Lộc (Ai Lao), Trần Quốc Tảng đánh Sầm Tử, Phạm Ngũ Lão đánh Ai Lao thu lại đất cũ ở sông Chàng Long. Năm 1301, Phạm Ngũ Lão đánh Ai Lao ở Mường Mai (Châu Mai, nay là đất Mai Châu). Các vùng đất thu nạp được thời kỳ này nhà Trần đặt làm huyện Mông đạo Đà Giang, đến thời thuộc Minh là đất hai huyện Mông và Tư Mang, sang thời nhà Lê sơ là toàn bộ châu Mộc (Mộc Châu (nay là Mộc Châu, Vân Hồ), Đà Bắc, Mã Nam) và châu Mai phủ Gia Hưng.
Năm 1467, Lê Thánh Tông thu nạp vùng sách Câu Lộng (Mã Giang) từ Ai Lao (nay là khoảng huyện Sông Mã tỉnh Sơn La).
Năm 1478, vua Lê Thánh Tông, sau khi thu phục tiểu vương quốc Bồn Man đã sáp nhập vùng phía tây Sơn La (thượng lưu sông Mã, nay là khoảng các huyện Sốp Cộp, Sông Mã tỉnh Sơn La), các huyện phía tây Thanh Hóa, Nghệ An và tỉnh Hủa Phăn của Lào ngày nay vào đất Đại Việt.

### Hàng phục các dân tộc thiểu số
Năm 1158 – 1159, nhân khi Đại Lý suy yếu, vua Lý Anh Tông và Tô Hiến Thành đã tiến hành thu phục vùng đất của các tù trưởng dân tộc thiểu số người Thái (châu Văn Bàn, châu Thủy Vĩ) ở bắc Yên Bái, nam Lào Cai vào lãnh thổ Đại Việt.
Năm 1280, Trần Nhân Tông sai Trần Nhật Duật coi giữ đạo Đà Giang, đi thu phục Trịnh Giác Mật ở đạo Đà Giang (vùng sông Đà thuộc khoảng các huyện Đà Bắc và Cao Phong tỉnh Hòa Bình ngày nay).
Năm 1329, thượng hoàng Trần Minh Tông đi đánh mán Ngưu Hống ở Mang Việt đạo Đà Giang thu nạp đất châu Yên (Mang Việt), Phù Hoa, Mường Mỗi (châu Thuận) là các vùng đất nay là các huyện Yên Châu, Phù Yên, Thuận Châu, Tuần Giáo, Sơn La, Mai Sơn tỉnh Sơn La.
Đến năm 1431, Lê Lợi thu phục Đèo Cát Hãn, có thêm châu Phục Lễ (Mường Lễ), vùng thượng lưu sông Đà do Đèo Cát Hãn cai quản, từng là châu Ninh Viễn của Vân Nam, nhập về. Mường Lễ sau đổi Thành Phục Lễ phủ An Tây gồmː đất Mường Lễ (châu Lai), Tuy Phụ (Mường Tè), Hoàng Nham (Mường Toong, Mường Nhé), Chiêu Tấn (Phong Thổ), Lễ Tuyền (Mường Boum), Hợp Phì (Xiềng My, nay là Giả Mễ huyện Kim Bình, Vân Nam), Khiêm Châu (Mường Tinh), Quảng Lăng (Mường La, nay là Mường Lạp huyện Kim Bình, Vân Nam), Tung Lăng (Phù Phang), Luân Châu (Mường Báng), Quỳnh Nhai (Mường Chăn).

### Thu nạp đất đai từ quân cát cứ
Năm 1768–1769, quân nhà Lê – Trịnh, tiến đánh Hoàng Công Chất cát cứ Mường Thanh của Lào Lung, thu nạp đất này lập ra châu Ninh Biên (Điện Biên Phủ) thuộc trấn Hưng Hóa.

### Thỏa thuận chuyển nhượng lãnh thổ
Cuối thế kỷ 19, từ sau các thỏa thuận của Pháp với triều đình nhà Thanh, các vùng đất thuộc Đại Thanh ngày nay là một phần của Lai Châu, Điện Biên được trao cho Việt Nam, nhưng đổi lại Việt Nam mất các phần lãnh thổ phía đông bắc.

## Các sách lược của Nam tiến

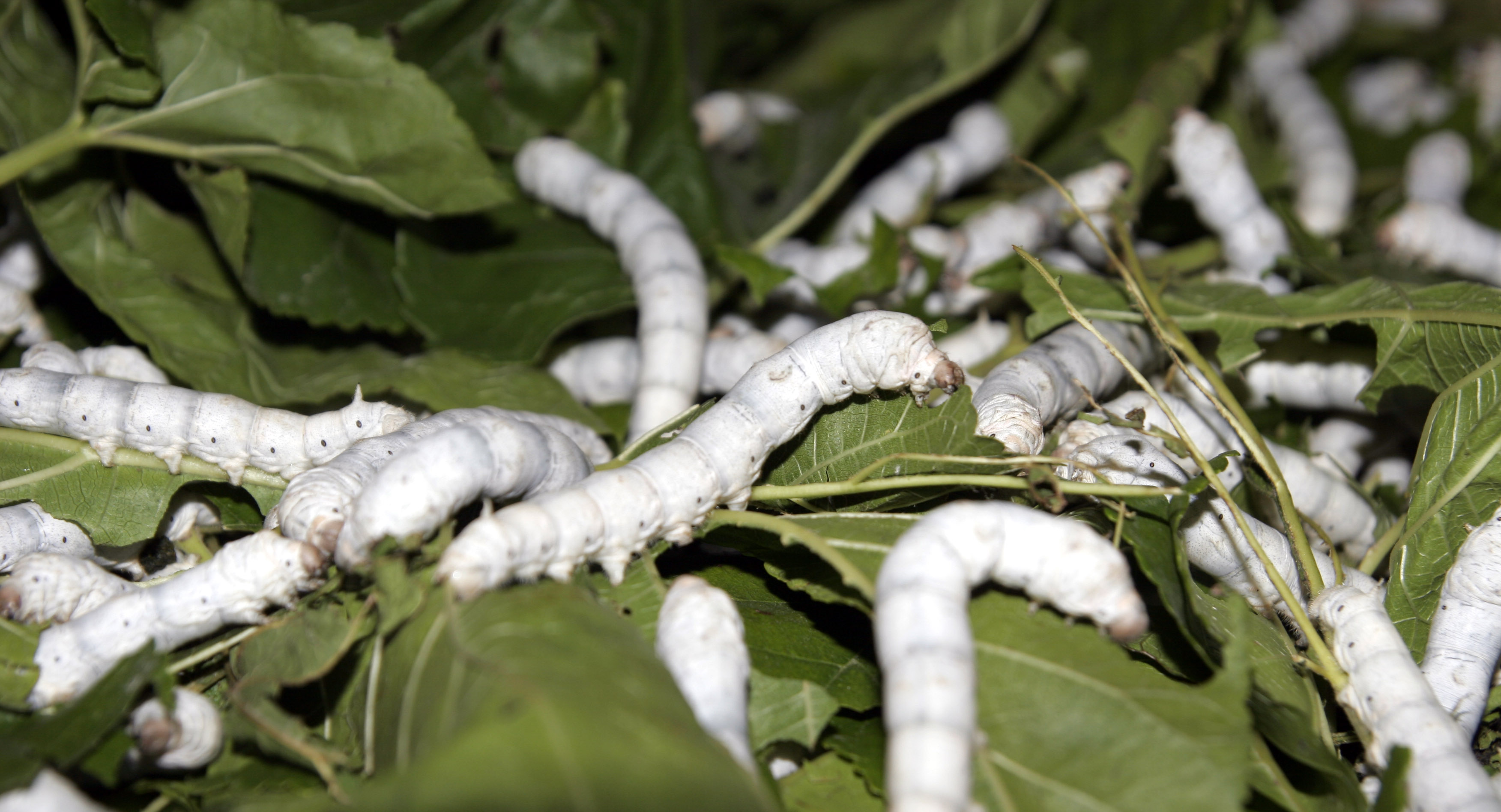
Tằm ăn dâu (Tàm thực) – phong cách lấn chiếm lãnh thổ của Việt Nam trong một nghìn năm qua.

Quá trình mở rộng lãnh thổ đã trải qua nhiều cách thức khác nhau. Trong hầu hết các cách thức, di dân đến định cư trước tiên là bước đi quan trọng hàng đầu.
Vào giữa thế kỷ 18 được ghi nhận một cách rõ ràng ở tầm mức chính sách với tên gọi kế sách Tằm thực. Nguyễn Cư Trinh – một danh sĩ dưới thời chúa Nguyễn Phúc Khoát và Nguyễn Phúc Thuần được xem là người đã tạo nên kế sách này. Kế sách này thông qua chiến tranh để lấy đất hoặc nhận đất do các vua Chân Lạp dâng lên. Mở rộng bờ cõi trước hết lấy đất mới giữ vững phần đất phía sau lưng. Tiếp tục lấy đất từng bước. Cho dân tụ họp về định cư.
Vào năm 1756, kế sách này lần đầu thực thi, Chúa Nguyễn Phúc Khoát đã cho thu lấy hai vùng đất Tầm Bôn và Lôi Lạp, ngày nay là Gò Công và Tân An, ủy thác cho quan chức dưới quyền "xem xét hình thế, đặt lũy đóng binh, cấp điền sản cho quân, dân, vạch rõ địa giới, cho lệ thuộc châu Định Viễn để thu lấy toàn thể vùng đất ấy". Như thế, lấn dần từng bước, dân đi trước khai phá, khai phá đến đâu chính quyền xác lập chủ quyền đến đó là các bước của Tàm thực. Năm 1757, dưới thời chúa Nguyễn Phúc Khoát, Nam tiến được xem là đã hoàn thành. Nhà Nguyễn thúc đẩy mở rộng sang hướng Tây, hướng về phần đất lãnh thổ Campuchia ngày nay. Kế sách này tiếp tục được sử dụng.

### Thông qua cắt nhượng bồi thường
Năm 1069, với lý do Chăm Pa bỏ triều cống 4 năm, vua Lý Thánh Tông thân chinh mang đại quân vào đánh Chăm Pa, bắt được vua Chăm Pa bấy giờ là Chế Củ (Rudravarman III). Nhà dân trong và ngoài thành Phật Thệ, hơn 2.660 căn, đều bị thiêu rụi sạch. Để chuộc tội, Chế Củ dâng đất của ba châu Bố Chính, Địa Lý và Ma Linh cầu hòa. Vua Lý cho đổi châu Địa Lý làm châu Lâm Bình, châu Ma Linh làm châu Minh Linh.
Năm 1402, Hồ Hán Thương đem đại quân đi chinh phạt Chăm Pa. Hai bên đụng trận, tướng Việt là Đinh Đại Trung và tướng Chăm Pa là Chế Tra Nan đều tử trận. Vua Chăm Pa là Ba Đích (Jaya Indravarman VII) yếu thế đành phải đem dâng đất Chiêm Động, Cổ Lũy để cầu hòa. Vùng đất này thuộc các huyện Thăng Bình, Tam Kỳ, Quế Sơn, Duy Xuyên Quảng Nam và các huyện Bình Sơn, Sơn Tịnh, Tư Nghĩa, Mộ Đức, Đức Phổ, Quảng Ngãi ngày nay.
Năm 1732, ở đất Chân Lạp thời bấy giờ Prea Sot xách động dân Chân Lạp tàn sát người Việt sinh sống tại nơi đây. Sau đó Chúa Ninh cho quân tiến đánh, vua Nặc Tha (Satha II) của Chân Lập sợ bị vạ lây nên đã gửi thư cho tướng Nguyễn Cửu Triêm xin dâng vùng Longhor và Peam Mesar, sáp nhập vào Đàng Trong ngày nay là Vĩnh Long và một phần của Mỹ Tho.
Năm 1756, vua Chân Lạp là Nặc Nguyên (Ang Snguon) sau khi bị Chúa Nguyễn Phúc Khoát đánh bại đã dâng vùng đất ngày nay thuộc Long An, Tiền Giang để cầu hòa.

### Thông qua hôn nhân
Năm 1306, Nhà Trần gả Công chúa Huyền Trân cho vua Chăm Pa bấy giờ là Chế Mân (Jaya Simhavarman), Chế Mân đã dâng đất cho Đại Việt để làm sính lễ gồm Châu Ô và Châu Rí. Các vùng đất này được vua Trần Anh Tông đổi tên là Thuận Châu và Hóa Châu, lãnh thổ Đại Việt phía nam tới Hải Vân Quan (đèo Hải Vân ngày nay).
Năm 1620, Công nữ Ngọc Vạn gả cho vua Chân Lạp Chey Chettha II. Năm 1623, chúa Nguyễn Phúc Nguyên nhân quan hệ cha vợ – con rể đã mượn vùng đất Prey Nokor (Sài Gòn ngày nay) của Chân Lạp đặt trạm và quan chức thu thuế lưu dân Việt đang sinh sống xung quanh Sài Gòn, Biên Hòa, Bà Rịa. Cuộc hôn nhân này tuy không trực tiếp mang về lãnh thổ, nhưng đặt nền móng vững chắc cho giai đoạn sau đó. Ngoài ra, năm 1631, Công nữ Ngọc Khoa, em Ngọc Vạn, người con gái thứ ba của chúa Nguyễn Phúc Nguyên cũng được gả cho vua Chăm Pa là Po Rome. Điều này củng cố quan hệ với người Chăm.

### Thông qua xâm chiếm

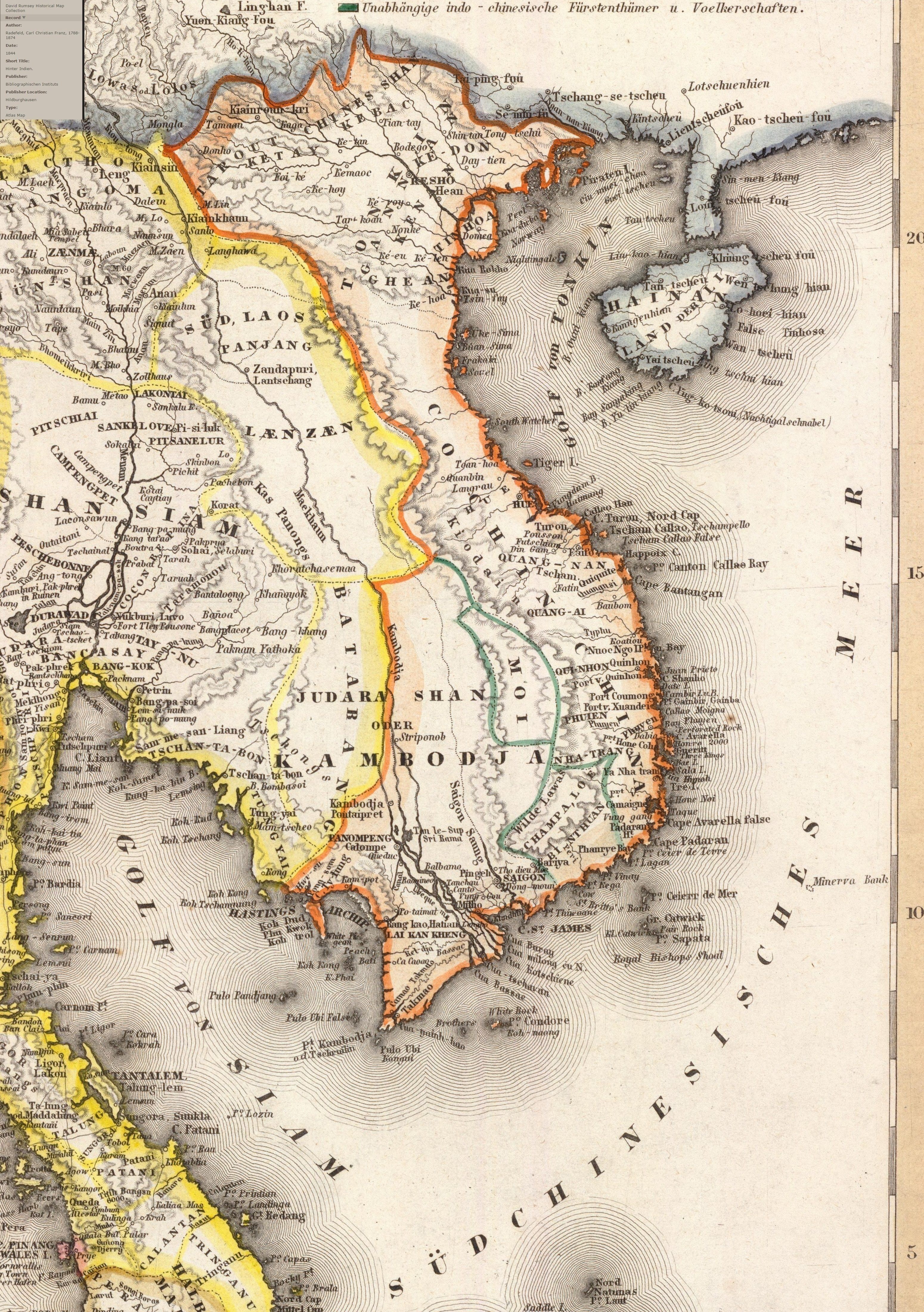
Việt Nam năm 1844.

Năm 1471, vua Lê Thánh Tông phái danh tướng Đinh Liệt đưa 20 vạn quân đánh Chăm Pa. Năm 1471, quân Việt phá tan kinh đô Chà Bàn (thuộc Bình Định ngày nay), vua Trà Toàn (Maha Sajan) bị bắt và chết trên đường về Thăng Long. Lê Thánh Tông đã sáp nhập miền bắc Chăm Pa, từ đèo Hải Vân đến đèo Cù Mông vào Đại Việt, đặt tên vùng đất mới là thừa tuyên Quảng Nam.
Năm 1611, do người Chăm Pa lấn chiếm biên ải, chúa Nguyễn Hoàng đã sai một viên tướng gốc Chăm là Văn Phong đưa quân vào dẹp loạn và đặt ra phủ Phú Yên gồm hai huyện Tuy Hòa và Đồng Xuân ngày nay, phong cho Văn Phong làm lưu thủ đất này.
Năm 1653, vua Chăm Pa là Bà Tấm (Po Nraop) xâm phạm Phú Yên, chúa Nguyễn Phúc Tần sai quân đánh dẹp, Chăm Pa đầu hàng. Nhân đó lấy đất từ Phú Yên vào đến sông Phan Rang đặt làm 2 phủ Thái Khang, Diên Ninh và gồm 5 huyện: Quảng Phước, Tân Định (thuộc phủ Thái Khang), Phước Điền, Vinh Xương và Hoa Châu (thuộc phủ Diên Ninh). Phủ Diên Ninh ngày nay là tỉnh Khánh Hoà, phủ Thái Khang ngày nay là Ninh Thuận. Từ sông Phan Rang về phía nam vẫn do vua Chăm kiểm soát.
Năm 1693, với lý do vua nước Chăm Pa là Bà Tranh (Po Saot) bỏ không tiến cống, chúa Nguyễn là Nguyễn Phúc Chu sai tổng binh Nguyễn Hữu Cảnh đem binh đi đánh bắt được Bà Tranh cùng thân thuộc áp giải về Phú Xuân (Huế). Chúa Nguyễn đổi đất Chăm Pa làm Thuận Thành trấn, nay thuộc Bình Thuận. Đất này cho con cháu của Bà Tranh làm đề đốc trấn giữ, bắt họ đổi y phục như người Việt Nam để phủ dụ dân Chăm Pa.

### Thông qua tiếp nhận dâng đất nhờ bảo vệ
Mạc Cửu, một người gốc Quảng Đông, khi nhà Thanh diệt nhà Minh đã cùng gia quyến bỏ sang Chân Lạp vào năm 1680. Ông khai khẩn và cai quản 7 xã gồm toàn lưu dân, gọi là Hà Tiên, Mạc Cửu mở rộng đất đai của mình gồm vùng đất Hà Tiên, Rạch Giá, Phú Quốc khi đó đang thuộc Chân Lạp nhưng Chân Lạp không kiểm soát được.
Năm 1708, để tránh áp lực thường xuyên của Xiêm La sang cướp phá, Mạc Cửu đã dâng đất khai phá xin nội thuộc về chúa Nguyễn Phúc Chú, chúa Nguyễn đổi tên thành Trấn Hà Tiên, phong cho Mạc Cửu làm chức tổng binh, cai quản đất Hà Tiên.
Năm 1758, sau khi Nặc Nhuận chết, chúa Nguyễn Phúc Khoát đã hỗ trợ Nặc Tôn (Outey II) lên ngôi và bảo vệ Chân Lạp trước sự tấn công của Xiêm La, vua Nặc Tôn đã dâng vùng đất ngày nay là thuộc An Giang, Đồng Tháp cho chúa Nguyễn.

### Thông qua khai phá mở rộng
Từ năm 1735 đến 1739, Mạc Thiên Tứ mở rộng đất đai kiểm soát của mình sang phần đất Cà Mau, Bạc Liêu, Hậu Giang, Cần Thơ ngày nay. Đưa thêm các vùng đất mới này vào Trấn Hà Tiên thuộc lãnh thổ xứ Đàng Trong.
Sau khi đến Cà Mau, Nam tiến coi như hoàn tất.

### Thông qua tiếp nhận dâng đất để được tấn phong
Năm 1757, Nặc Nguyên (Ang Snguon) mất, chú họ là Nặc Nhuận dâng hai phủ Trà Vinh và Ba Thắc (Sóc Trăng) xin chúa Nguyễn Phúc Khoát phong cho làm vua Chân Lạp.

### Thông qua tiếp nhận dâng đất từ hỗ trợ tranh chấp ngai vàng Chân Lạp
Năm 1658, vua nước Chân Lạp là Nặc Chân (Ramathipadi I) mất, nội bộ nước Chân Lạp lục đục vì tranh giành ngôi vua. Chúa Nguyễn Phúc Tần đã giúp một hoàng thân Chân Lạp là Nặc Xô (Barom Reachea VIII) lên ngôi, đáp lại vị vua mới của Chân Lạp đã ký hiệp ước triều cống chúa Nguyễn hàng năm và cho phép người Việt được làm chủ vùng đất đã khai hoang ở Sài Gòn, Đồng Nai, Bà Rịa.
Năm 1757, vua Nặc Nhuận bị người con rể là Nặc Hinh giết và cướp ngôi. Quan tổng suất là Trương Phúc Du thừa kế sang đánh thắng Nặc Hinh. Chúa Nguyễn cho lập Nặc Tôn (Outey II), con Nặc Nhuận vốn đang nương nhờ Mạc Thiên Tứ ở Hà Tiên trong lúc hoạn nạn làm vua Chân Lạp. Nặc Tôn dâng đất Tầm Phong Long (vùng đất nằm giữa Sông Tiền và Sông Hậu tương ứng với Châu Đốc, Sa Đéc) để tạ ơn chúa Nguyễn. Nặc Tôn lại dâng 5 phủ là Vũng Thơm, Cần Bột, Chân Rùm, Sài Mạt, Linh Quỳnh để tạ ơn riêng Mạc Thiên Tứ, Mạc Thiên Tứ đem những đất ấy dâng chúa Nguyễn, chúa cho thuộc về trấn Hà Tiên cai quản.

### Thông qua trừng phạt khởi nghĩa, xóa bỏ tàn tích Chăm Pa
Năm 1693, Chúa Nguyễn Phúc Chu cho thành lập khu tự trị Thuận Thành trấn của Chăm Pa, chúa Chăm Pa là trấn vương, là thần hạ của chúa Nguyễn.
Năm 1832, khi Lê Văn Duyệt từ trần, Minh Mạng cho quân chiếm khu tự trị Thuận Thành trấn, trừng phạt những quan chức Chăm Pa đã phục tùng Lê Văn Duyệt, xóa bỏ chế độ tự trị lập ra Ninh Thuận phủ.

### Thông qua lệ triều cống, kiểm soát rồi sáp nhập
Từ thời các chúa Nguyễn, các bộ lạc ở Tây Nguyên mà mạnh nhất là bộ tộc người Gia Rai với các vị tiểu vương Thủy Xá, Hỏa Xá đã từng triều cống chính quyền Đàng Trong.
Từ năm 1830 – 1834, vua Minh Mạng cho sáp nhập các vùng đất của các bộ tộc thiểu số Tây Nguyên, ngày nay thuộc Kon Tum, Gia Lai, Đắk Lắk, Đắk Nông, Lâm Đồng.

## Tây tiến về hướng Tây Nam

Việt Nam dưới thời Minh Mạng.

### Tây tiến Tây Nam: xâm lược dứt điểm Chân Lạp, lập Trấn Tây Thành

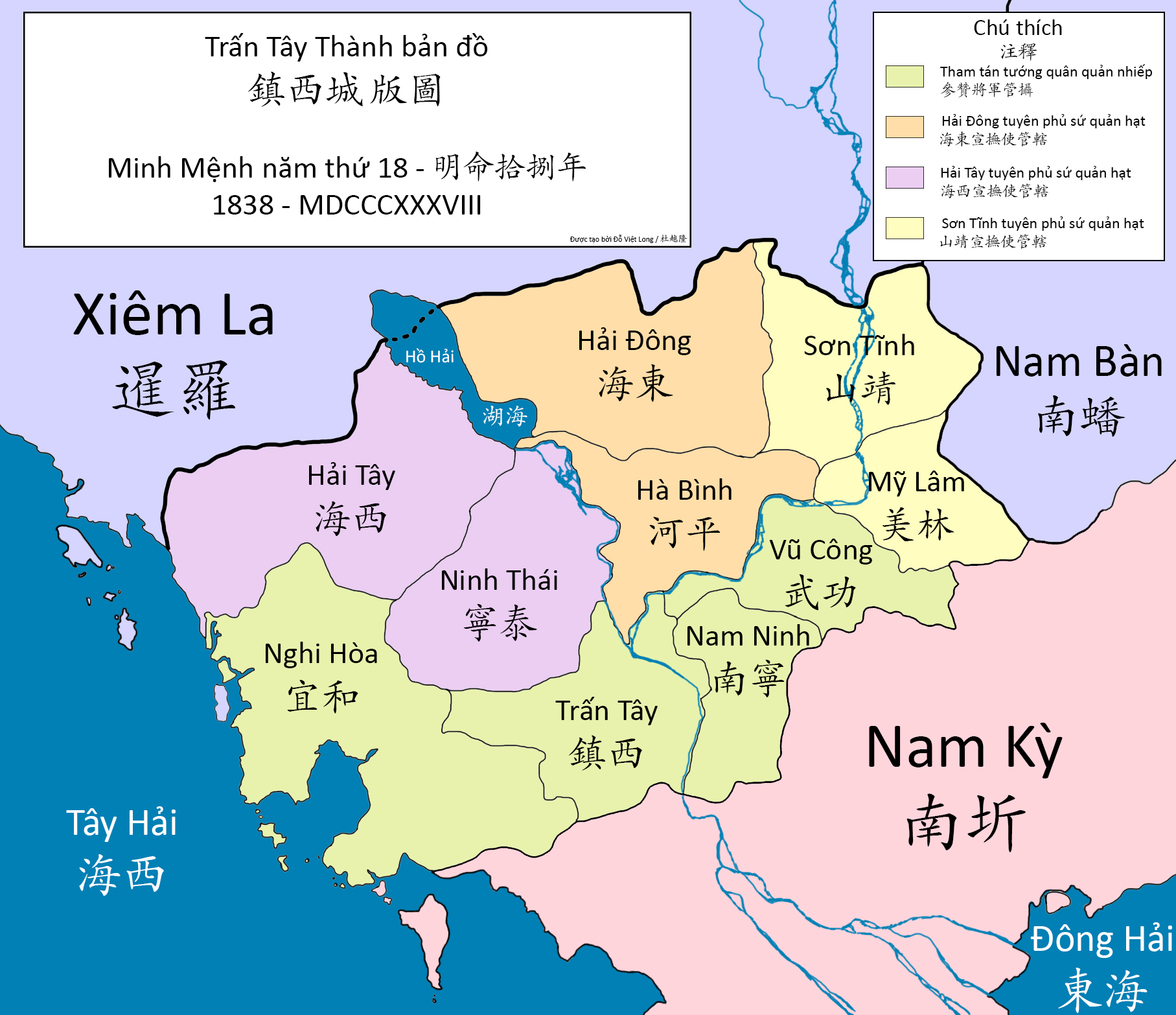
Trấn Tây Thành, lãnh thổ Campuchia từng thuộc nhà Nguyễn.

Năm 1757, dưới thời chúa Nguyễn Phúc Khoát, Nam tiến được xem là đã hoàn thành. Từ đó, quá trình Nam tiến chuyển dần sang hướng Tây, hướng về lãnh thổ Campuchia ngày nay.
Trong khi quá trình Nam tiến sáp nhập hoàn toàn Chăm Pa, nhà Nguyễn thúc đẩy quá trình Tây tiến mạnh nhất từ trước đến nay, hoàng đế Minh Mạng đã được đề nghị là dứt điểm quốc gia láng giềng Chân Lạp. Tuy vậy, xa hơn về phía tây là Xiêm La, một thế lực mạnh hơn Chân Lạp cũng có ý định chiếm lãnh thổ nước này. Sau một cuộc tranh chấp giữa hai nước, Đại Việt thỏa thuận với Xiêm La chia đất Chân Lạp, xóa bỏ hoàn toàn đất nước này.
Quá trình Tây tiến đứng sựng và chấm dứt khi nhà Nguyễn đối mặt với cuộc xâm lược của quân Pháp và Việt Nam trở thành thuộc địa. Người Pháp đã vẽ lại bản đồ, lập lại Campuchia.

### Tây tiến Tây Nam: Thỏa thuận phân chia lãnh hải
Đường Brévié và Hiệp định về Vùng nước lịch sử Việt Nam–Campuchia

## Xác lập chủ quyền biển Đông
Cùng với việc mở rộng lãnh thổ trên đất liền, chính quyền Đàng Trong lần lượt đưa người ra khai thác và kiểm soát các hòn đảo lớn và quần đảo trên Biển Đông và vịnh Thái Lan. Quần đảo Hoàng Sa được khai thác và kiểm soát từ đầu thế kỷ XVII, Côn Đảo từ năm 1698, Phú Quốc từ năm 1708 và quần đảo Trường Sa từ năm 1711.
Năm 1816, vua Gia Long nhà Nguyễn đã cho cắm cờ tái xác định chủ quyền của Việt Nam tại hai quần đảo Hoàng Sa và Trường Sa.

## Tranh chấp lãnh thổ lịch sử

### Đối với chủ quyền đất liền
Vào năm 1975, Khmer Đỏ nắm quyền ở Campuchia. Sau đó đã xung đột với Cộng hòa Xã hội Chủ nghĩa Việt Nam bao gồm nhiều động cơ, trong đó có ý định phục hồi lãnh thổ. Năm 1978, chính quyền Khmer Đỏ của Campuchia huy động 19 sư đoàn tấn công Việt Nam, với gần 100.000 quân. Đây là hành động mạnh mẽ nhất từng có của Campuchia trong việc khôi phục chủ quyền lịch sử của họ. Việt Nam đã tập trung 180.000 quân tổ chức phản công để bảo vệ chủ quyền hiện tại của mình, quân Việt Nam đánh đến tận thủ đô Phnôm Pênh, tiêu diệt quân đội Khmer Đỏ, lật đổ chính quyền của Campuchia và kiểm soát đất nước này trong hơn 10 năm. Cuộc chiến đã giết hầu hết quân đội Khmer Đỏ.
Năm 2000, Việt Nam ký kết với Trung Quốc Hiệp ước biên giới trên đất liền Việt Nam – Trung Quốc, chính thức niêm phong mọi tranh chấp lãnh thổ trên bộ. Việt Nam hiện không có tranh chấp lãnh thổ đất liền với Trung Quốc và Lào, Campuchia là nước duy nhất còn lại vẫn còn tồn đọng các yêu sách lãnh thổ lịch sử. Các phong trào chính trị Campuchia hiện nay theo khuynh hướng bài Việt Nam vẫn đưa ra yêu sách phục hồi lãnh thổ đối với lãnh thổ đã mất.

### Đối với chủ quyền biển – đảo
Đảo Bạch Long Vĩ trong vịnh Bắc Bộ bị Trung Hoa Dân quốc chiếm vào năm 1949, Cộng hòa Nhân dân Trung Hoa đã chiếm vào năm 1955 và bàn giao trở lại cho phía Việt Nam vào năm 1957.
Hiệp định Phân định Vịnh Bắc Bộ về việc phân định lãnh hải, vùng đặc quyền kinh tế và thềm lục địa trong Vịnh Bắc Bộ, chính thức niêm phong mọi tranh chấp lãnh hải trên phạm vi vịnh Bắc Bộ.
Hiện nay, Việt Nam chỉ còn tranh chấp trên biển Đông với các nước Trung Quốc, lãnh thổ Đài Loan, Philippines, Malaysia, Brunei.

## Quan điểm của chính phủ Việt Nam
Quan điểm của Việt Nam về Chăm Pa, Chăm Pa cùng Đại Việt là các bộ phận thống nhất lịch sử của Việt Nam hiện đại, chứ không phải là bộ phận tách biệt. Quan điểm này tương tự quan điểm của Trung Quốc đối với Liêu, Kim, Tây Hạ, Mãn Châu,...đã trở thành bộ phận của Trung Quốc hiện đại, cả về mặt lịch sử lẫn lãnh thổ.
Các phong trào chính trị bài Việt Nam ở Campuchia đang ra sức tuyên truyền phục hồi lãnh thổ đã mất, bao gồm Nam Bộ, Phú Quốc, các đảo trong vịnh Thái Lan do Việt Nam quản lý. Đối với các yêu sách chính trị này, phía Việt Nam bác bỏ, việc đòi hỏi lãnh thổ là vô lý, không phản ánh rõ các thỏa thuận giữa các nhà cầm quyền Việt Nam với các vua Campuchia trong nhiều thế kỷ trước. Đồng thời, không phản ánh rõ các thỏa thuận và hiệp định đã ký kết, như Hiệp định giữa Pháp và Campuchia về việc phân định biên giới năm 1870, Hiệp định về Vùng nước lịch sử Việt Nam–Campuchia năm 1982.

### Sách
- Đại Nam nhất thống chí, Tập 5. NXB Thuận Hóa. 1992.
- Bùi Thiết (1995). Vua chúa Việt Nam: triều đại, đời vua chúa, miếu hiệu, niên hiệu. NXB Văn hóa thông tin.
- Đảng cộng sản Việt Nam (2003). Lịch sử đấu tranh cách mạng quận Hải Châu, 1930-1975. NXB Đà Nẵng.
- Đỗ Quỳnh Nga (2013). Công cuộc mở đất Tây Nam Bộ thời chúa Nguyễn. NXB Chính trị quốc gia-Sự thật.
- Đỗ Văn Ninh, Nguyễn Danh Phiệt, Đặng Kim Ngọc, Nguyễn Duy Hinh (2001). Lịch sử Việt Nam, Tập 4. NXB Khoa học xã hội.{{Chú thích sách}}:  Quản lý CS1: nhiều tên: danh sách tác giả (liên kết)
- Hoàng Văn Huyền (1980). Tây Nguyên. NXB Văn hóa.
- Hoàng Xuân Việt (2006). Tìm hiểu lịch sử chữ quốc ngữ. Công ty Văn hóa Hương Trang.
- Hội đồng trị sự Nguyễn Phúc tộc (1995). Nguyễn Phúc tộc thế phả: thủy tổ phả, vương phả, đế phả. NXB Thuận Hóa.
- Hội Việt Nam Nghiên cứu Liên lạc Văn hóa Á châu (1958). Văn hóa Á châu, Tập 1. Hội Việt Nam Nghiên cứu Liên lạc Văn hóa Á châu.
- Lương Ninh (2006). Vương quốc Champa. NXB Đại học quốc gia Hà Nội.
- Mai Thanh Sơn (2011). Đa dạng & bản sắc, chính sách đất đai và văn hóa tộc người. Nghiên cứu trường hợp tại Sóc Trăng: sách tham khảo. NXB Thế Giới.
- Ngô Đức Thịnh (2004). Tìm hiểu luật tục các tộc người ở Nam Tây Nguyên. NXB Văn hóa dân tộc.
- Nguyễn Đăng Thục (1961). Văn-hóa Việt-Nam với Đông-Nam-Á. NXB Văn-hóa Á-châu.
- Nguyễn Đình Đầu (1994). Nghiên cứu địa bạ triều Nguyễn: Vĩnh Long. NXB Thành phố Hồ Chí Minh.
- Nguyễn Gia Tường (1993). Đại Việt sử lược. NXB TP. Hồ Chí Minh.
- Nguyễn Khắc Thuần (2007). Tiến trình văn hóa Việt Nam từ khởi thủy đến thế kỉ XIX. NXB Giáo dục.
- Phan Khoang (1985). Việt sử: xứ đàng trong, 1558-1777: cuộc nam-tiến của dân-tộc Việt-Nam, Tập 2. NXB Xuân thu.
- Phan Khoang (2001). Việt sử xứ Đàng Trong 1558 – 1777 : cuộc Nam tiến của dân tộc Việt Nam. NXB Văn học, Hà Nội.
- Quốc sử quán triều Nguyễn (1962). Đại Nam thực lục tiền biên. NXB Sử học, Hà Nội.
- Quốc sử quán triều Nguyễn, Viện sử học (1998). Khâm định Việt sử thông giám cương mục, Tập 1. NXB Giáo dục.
- Thế Uyên (1990). Con đường qua mùa đông. NXB Xuân Thu.
- Trần Trọng Kim (1958). Việt-Nam Sử Lược. NXB Tân Việt.
- Trần Trọng Kim (1990). Việt-Nam Sử-Lược, Tập 2. NXB Xuân Thu.
- Trần Xuân Sinh (2003). Thuyết Trần: sử nhà Trần. NXB Hải Phòng.
- Trịnh Hảo Tâm (2004). Trên những nẻo đường Việt Nam.
- Vương Hồng Sển (1969). Sài-Gòn năm xưa. NXB Xuân Thu.